# Autômato com pilha
Na teoria dos autômatos, um autômato com pilha é um autômato finito com uma memória auxiliar em forma de pilha.

## Operação
Autômatos com pilha diferem da definição normal de máquinas de estados finitos de duas maneiras:
1. Eles podem fazer uso da informação que está no topo da pilha para decidir qual transição deve ser efetuada;
2. Eles podem manipular a pilha ao efetuar uma transição.

Autômatos com pilha escolhem uma transição analisando o símbolo atual na cadeia de entrada, o estado atual e o topo da pilha. Máquinas de estados finitos convencionais apenas analisam o símbolo na cadeia de entrada e o estado atual. Autômatos com pilha adicionam a pilha como recurso auxiliar, deste modo, dado um símbolo da cadeia de entrada, o estado atual e um símbolo no topo da pilha, uma transição é selecionada.
Máquinas de estados finitos apenas escolhem um novo estado como resultado da sua transição, já os autômatos com pilha também podem manipular a pilha, como resultado de sua transição. A manipulação é feita através do desempilhamento de um símbolo da pilha ou através do empilhamento de um novo símbolo ao topo da mesma. Alternativamente, um autômato com pilha pode ignorar a pilha e deixá-la como está.
Os autômatos com pilha compreendem a classe das linguagens livres de contexto, de acordo com a Hierarquia de Chomsky e, portanto, são modelos de computação equivalentes às gramáticas livres de contexto.
Um autômato finito com acesso a duas pilhas possui capacidade de computação equivalente ao de uma máquina de Turing.[carece de fontes?]

## Definição formal
Um autômato de pilha é formalmente definido por uma 6-tupla:
{\displaystyle M=(Q,\ \Sigma ,\ \Gamma ,\ \Delta ,\ q_{0},\ F)}
Onde:
- {\displaystyle \,Q} é um conjunto finito de estados.
- {\displaystyle \,\Sigma } é um conjunto finito de símbolos, denominado alfabeto de entrada.
- {\displaystyle \,\Gamma } é um conjunto finito de símbolos, denominado alfabeto da pilha.
- {\displaystyle \,\Delta \subseteq (Q\times \Sigma ^{*}\times \Gamma ^{*})\times (Q\times \Gamma ^{*})} é a relação de transição.
- {\displaystyle \,q_{0}\in \,Q} é o estado inicial.
- {\displaystyle F\subseteq Q} é o conjunto de estados finais (ou de aceitação).

Um elemento (p,a,α,q,β) é uma transição de M. Ela significa que M, estando no estado p, com o símbolo a na cadeia de entrada e com o símbolo α no topo da pilha, pode consumir o símbolo a, transitar para o estado q e desempilhar α substituindo-o por β.
O ∑* e o Γ* denotam o fecho de Kleene do alfabeto de entrada e da pilha, respectivamente. Portanto, estes componentes são utilizados para formalizar que o autômato de pilha pode consumir qualquer quantidade de símbolos da cadeia de entrada e da pilha.

### Computações

Um passo do autômato com pilha.

A fim de formalizar a descrição semântica dos autômatos com pilha, introduziremos uma descrição da situação atual. Qualquer 3-upla {\displaystyle (p,w,\beta )\in Q\times \Sigma ^{*}\times \Gamma ^{*}} é chamada de uma descrição instantânea (ID) de {\displaystyle M}, que inclui o estado atual, a parte da cadeia de entrada que ainda não foi lida e o conteúdo da memória (o cabeçalho é escrito primeiro). A função de transição {\displaystyle \delta } define a relação origina {\displaystyle \vdash _{M}} de {\displaystyle M} na descrição instantânea (ID). Para instruções {\displaystyle (p,a,A,q,\alpha )\in \delta } existe um passo {\displaystyle (p,ax,A\gamma )\vdash _{M}(q,x,\alpha \gamma )}, para todo {\displaystyle x\in \Sigma ^{*}} e todo {\displaystyle \gamma \in \Gamma ^{*}}.
Em geral, autômatos com pilha são não determinísticos, o que significa dizer que dada uma descrição instantânea {\displaystyle (p,w,\beta )} pode haver diversos passos possíveis. Qualquer um desses passos pode ser escolhido durante uma computação. Com a definição acima, em cada passo um símbolo único (localizado no topo da pilha) é retirado e substituído por quantos símbolos forem necessários. Como consequência, nenhum passo é definido quando a pilha está vazia.
Computações dos autômatos com pilha são sequências de passos. A computação começa no estado inicial {\displaystyle q_{0}}com o símbolo inicial da pilha {\displaystyle Z} na pilha e uma cadeia {\displaystyle w} na fita de entrada e, portanto, com a descrição inicial {\displaystyle (q_{0},w,Z)}.
Há duas maneiras de aceitar: O autômato com pilha aceita tanto por estado final, o que significa que depois de ler sua entrada, o autômato atinge um estado de aceitação (in {\displaystyle F}), quanto por pilha vazia ({\displaystyle \varepsilon }), o que significa que após ler a cadeia de entrada, o autômato esvazia sua pilha. O primeiro modo de aceitação usa a memória interna, os estados, e o segundo modo a memória externa, a pilha.
Definição formal:
1. {\displaystyle L(M)=\{w\in \Sigma ^{*}|(q_{0},w,Z)\vdash _{M}^{*}(f,\varepsilon ,\gamma )} com {\displaystyle f\in F} e {\displaystyle \gamma \in \Gamma ^{*}\}} (Estado final)
2. {\displaystyle N(M)=\{w\in \Sigma ^{*}|(q_{0},w,Z)\vdash _{M}^{*}(q,\varepsilon ,\varepsilon )} com {\displaystyle q\in Q\}} (Pilha vazia)

Aqui {\displaystyle \vdash _{M}^{*}} representa os fechos reflexivos e transitivos da relação origina{\displaystyle \vdash _{M}} significando qualquer número de passos consecutivos (zero, um ou mais).
Para cada único autômato com pilha, essas duas linguagens não devem ter relação: eles podem ser iguais, mas normalmente não é o caso. Uma especificação do autômato deve também incluir o modo de aceitação pretendido. Entretanto, todos as condições de aceitação de um autômato com pilha definem uma mesma família de linguagem
Teorema Para todo autômato com pilha {\displaystyle M} é possível construir um outro autômato com pilha {\displaystyle M'} tal que {\displaystyle L(M)=N(M')}, e vice versa, para cada autômato com pilha {\displaystyle M} é possível construir um autômato com pilha {\displaystyle M'} tal que {\displaystyle N(M)=L(M')}

## Exemplo
A seguir é a descrição formal do AP, que reconhece a linguagem {\displaystyle \{0^{n}1^{n}\mid n\geq 0\}} por estado final:
{\displaystyle M=(Q,\ \Sigma ,\ \Gamma ,\ \delta ,\ p,\ Z,\ F)}, onde
{\displaystyle Q=\{p,q,r\}}
{\displaystyle \Sigma =\{0,1\}}
{\displaystyle \Gamma =\{A,Z\}}
{\displaystyle F=\{r\}}

AP para (por estado final).

{\displaystyle \delta } consiste nas seis instruções seguintes:
{\displaystyle (p,0,Z,p,AZ)},
{\displaystyle (p,0,A,p,AA)},
{\displaystyle (p,\epsilon ,Z,q,Z)},
{\displaystyle (p,\epsilon ,A,q,A)},
{\displaystyle (q,1,A,q,\epsilon )}, e
{\displaystyle (q,\epsilon ,Z,r,Z)}.
Ou seja, no estado {\displaystyle p} para cada símbolo {\displaystyle 0} que for lido, um {\displaystyle A} é colocado na pilha. Empilhar um símbolo {\displaystyle A} no topo de um outro {\displaystyle A} é formalizado como trocar o símbolo {\displaystyle A} por {\displaystyle AA}. No estado {\displaystyle q}, para cada símbolo {\displaystyle 1} lido, um  {\displaystyle A} a é desempilhado. Em um outro momento, o autômato se move do estado {\displaystyle p} para o estado {\displaystyle q}, enquanto ele pode mover do estado {\displaystyle q} para o estado de aceitação {\displaystyle r} somente quando a pilha possuir um único {\displaystyle Z}.
Representamos a instrução {\displaystyle (p,a,A,q,\alpha )} como uma ponte que sai do estado {\displaystyle p} para o estado {\displaystyle q} rotulada por  {\displaystyle a;A/\alpha } (leia {\displaystyle a}; substitui {\displaystyle A} por {\displaystyle \alpha }).

## Entendendo o processo de computação

Computação de aceitação para

A seguir ilustramos como o AP acima computa sobre diferentes cadeias de entrada.
(a)  Cadeia de entrada = 0011. Há várias computações, dependendo do momento em que é feita a mudança do estado {\displaystyle p} para o estado {\displaystyle q}. Apenas uma dessas computações aceita.
(i) {\displaystyle (p,0011,Z)\vdash (q,0011,Z)\vdash (r,0011,Z)}. O estado final é o de aceitação, mas a entrada não é aceita pois a cadeia não terminou de ser lida completamente.
(ii) {\displaystyle (p,0011,Z)\vdash (p,011,AZ)\vdash (q,011,AZ)}. Não há mais estados possíveis..
(iii) {\displaystyle (p,0011,Z)\vdash (p,011,AZ)\vdash (p,11,AAZ)\vdash (q,11,AAZ)} {\displaystyle \vdash (q,1,AZ)\vdash (q,\epsilon ,Z)} {\displaystyle \vdash (r,\epsilon ,Z)}. Computação de aceitação: termina em um estado de aceitação e a cadeia de entrada é lida totalmente.
(b)  Cadeia de entrada = 00111. Novamente, há várias computações, mas nenhuma delas é uma computação de aceitação.
(i) {\displaystyle (p,00111,Z)\vdash (q,00111,Z)\vdash (r,00111,Z)}. O estado final é o de aceitação, mas a entrada não é aceita já que não foi lida.
(ii) {\displaystyle (p,00111,Z)\vdash (p,0111,AZ)\vdash (q,0111,AZ)}. Não há mais estados possíveis.
(iii) {\displaystyle (p,00111,Z)\vdash (p,0111,AZ)\vdash (p,111,AAZ)\vdash (q,111,AAZ)} {\displaystyle \vdash (q,11,AZ)\vdash (q,1,Z)} {\displaystyle \vdash (r,1,Z)}. O estado final é o de aceitação, mas a entrada não é aceita pois a cadeia não terminou de ser lida completamente.

## AP e Linguagens livres de contexto
Toda gramática livre de contexto pode ser transformada em um autômato com pilha equivalente. O processo de derivação da gramática é simulada de uma forma mais à esquerda. Onde a gramática reescreve um não-terminal, o AP toma o não-terminal do topo da pilha pilha e substitui-la pelo lado direito de uma regra gramatical. Onde a gramática gera um símbolo terminal, o PDA lê um símbolo de entrada quando é o símbolo mais alto na pilha. De certa forma, a pilha do PDA contém os dados não transformados da gramática, correspondente a um percurso pré-ordem de uma árvore de derivação.
Tecnicamente, dada uma gramática livre de contexto, o AP é construído da seguinte forma:
1. {\displaystyle (1,\varepsilon ,A,1,\alpha )} para cada regra {\displaystyle A\to \alpha } (expand)
2. {\displaystyle (1,a,a,1,\varepsilon )} para cada símbolo de terminal {\displaystyle a} (match)

Como resultado, obtemos um autômato com pilha de um único estado. O estado aqui é {\displaystyle 1}, aceitando a linguagem livre de contexto por pilha vazia. O símbolo inicial da pilha é igual ao axioma da gramática livre do contexto.
O inverso, encontrar uma gramática para um AP dado, não é tão simples. O truque é codificar dois estados do AP em símbolos não-terminais da gramática.
Teorema Para cada autômato com pilha {\displaystyle M} é possível construir uma gramática livre do contexto {\displaystyle G} tal que {\displaystyle N(M)=L(G)}.

## Autômato com Pilha Generalizado
Um Autômato com Pilha Generalizado APG é um AP que escreve uma cadeia inteira de um tamanho qualquer conhecido na pilha ou remove uma cadeia inteira da pilha em um único passo.
Um APG é formalmente definido como uma 6-upla:
{\displaystyle M=(Q,\ \Sigma ,\ \Gamma ,\ \delta ,\ q_{0},\ F)}
onde Q, {\displaystyle \Sigma \,}, {\displaystyle \Gamma \,}, q0 e F são definidos da mesma forma que um AP.
{\displaystyle \,\delta }: {\displaystyle Q\times \Sigma _{\epsilon }\times \Gamma ^{*}\longrightarrow P(Q\times \Gamma ^{*})}
é a função de transição.
Regras de computação para um APG são as mesmas que para AP, exceto que ai+1's e bi+1's são agora cadeias ao invés de símbolos.
APGs e APs são equivalentes, ou seja, se uma linguagem é reconhecida por um AP, ela também é reconhecida por um APG, e vice-versa.
Podemos formular uma prova analítica da equivalência entre APGs e APs usando a seguinte simulação:
Faça {\displaystyle \delta }(q1, w, x1x2...xm) {\displaystyle \longrightarrow } (q2, y1y2...yn) ser uma transição do APG
Onde {\displaystyle q_{1},q_{2}\in Q}, {\displaystyle w\in \Sigma _{\epsilon }}, {\displaystyle x_{1},x_{2},\ldots ,x_{m}\in \Gamma ^{*}}, {\displaystyle m\geq 0}, {\displaystyle y_{1},y_{2},\ldots ,y_{n}\in \Gamma ^{*}}, {\displaystyle n\geq 0}.
Construa as seguintes transições para o AP:
{\displaystyle \delta ^{'}}(q1, w, x1) {\displaystyle \longrightarrow } (p1, {\displaystyle \epsilon })
{\displaystyle \delta ^{'}}(p1, {\displaystyle \epsilon }, x2) {\displaystyle \longrightarrow } (p2, {\displaystyle \epsilon })
{\displaystyle \vdots }
{\displaystyle \delta ^{'}}(pm-1, {\displaystyle \epsilon }, xm) {\displaystyle \longrightarrow } (pm, {\displaystyle \epsilon })
{\displaystyle \delta ^{'}}(pm, {\displaystyle \epsilon }, {\displaystyle \epsilon } ) {\displaystyle \longrightarrow } (pm+1, yn)
{\displaystyle \delta ^{'}}(pm+1, {\displaystyle \epsilon }, {\displaystyle \epsilon } ) {\displaystyle \longrightarrow } (pm+2, yn-1)
{\displaystyle \vdots }
{\displaystyle \delta ^{'}}(pm+n-1, {\displaystyle \epsilon }, {\displaystyle \epsilon } ) {\displaystyle \longrightarrow } (q2, y1)

## Softwares
- SCTMF- Software para Criação e Teste de Modelos Formais.
- JFlap- Software americano para testes com interface gráfica.